# بی‌دی-۰۸°۲۸۲۳
بی‌دی-۰۸°۲۸۲۳ یک ستاره است که در صورت فلکی سکستان قرار دارد.